# 岡澤伸夫
岡澤 伸夫（おかざわ のぶお、1944年12月10日 - ）は、日本のプロスキーヤーでオリンピック東京大会の聖火リレー正走者。
父は岡澤吉夫。妻にひろ子（元子爵・小笠原忠幸次女）。

## 来歴
東京都出身。中学、高校、大学を通して競技スキー、全日本選手権、全日本学生選手権等に出場。
グラフィックデザイナー・亀倉雄策や、芸術家・岡本太郎、画家・藤田嗣治、俳優・鶴田浩二に可愛がられ、親交があった。
- 1964年(昭和39年)、東京都スキー連盟準指導員資格取得。
- 1964年(昭和39年)、オリンピック東京大会の聖火リレー正走者。
- 1965年(昭和40年)、競技スキーから一般スキーに転向。
- 1965年(昭和40年)、明治大学在学中にシャモニーのフランス国立登山スキー学校 （Ecole national de ski st D'alpinisme）へ留学、フランス国家検定スキー教師資格取得（Diprome de Moniteur de ski :No 1385 ）。

世界で初めての月刊スキー雑誌「スキージャーナル」発刊準備に伴い冬樹社に入社、フランス駐在特派員としてフランス、オーストリア、スイス、イタリア等ヨーロッパ各国のスキー場をまわり大会の写真と記事を日本に送る。スキージャーナル誌の表紙を数号飾った。また現在のワールドカップの前身でもあるクラシック3大大会を始め有名なスキー場はほとんど滞在しコースを滑る。
帰国後、日本体育大学に進学。柔道初段を取得したほか、同大学の女子スキー部監督としてインカレ優勝を果たす。
日本職業スキー教師協会設立に参加（会員番号103）
- 1975年（昭和50年）、イタリアスキー教師協会の招聘によりイタリアへ。オリンピック委員会よりイタリア国家検定スキー教師資格を授与される(Mestro di sci No 2376 :Sestriere)。

以降、メーカーサイドでスキー、ブーツ等用具の開発に従事する一方で日本フランススキースクールを開設、またフランスよりフランス国立登山スキー学校（E.N.S.A）校長J・フランコを始め教授数人を日本に招聘。ヨーロッパの自然の地形を生かした自由なスキーであるフランススキーを日本で広めた。
また、インタースキー（世界スキー指導者会議）のチェコスロバキア会議及び日本会議に参加したほか、SIA理事としてSIAメダルの基本案から実施、テスト部会でスキーストッパーについて研究した。
さらにフランスアルプス開発協会（SNO）の招聘により12ヴァレーやティーニュ、レザルク、フレーヌ等新しいタイプのスキー場の実地踏査としてほとんどのコースを滑りそのイメージを日本に紹介するなど、国内・国外を問わずスキー文化の普及・発展に大いに貢献した。
スキー写真家として著名な藤川清の指名を受け、ポスター・カレンダー製作も行った。
- 1983年（昭和58年）12月、約30日の長期競技合宿をフランスで行い、大回転10000関門通過を目標として実施。この合宿の参加者が翌年の全日本選手権の女子回転で優勝した。

現在、父吉夫と建てたスキーロッジ「アルペン山荘」（現・ヴィラ アルペン）で妻・ひろ子、長男・健と共に「スキーを楽しむお手伝い」をしており、宿泊客は９０％以上が欧・米・豪からのスキーヤーである。

## メーカサイドでの貢献
カザマスキー、サロモン、ディナミック（ATOMIC)、ジャパーナ（スポーツアルペン）、SSK等と契約し製品の開発に携わる。
現在のアトミック・ビンディング（ESS var）の普及にも携わり、当時のイエーガー社長と意気投合してから以降数年に亘って活動、当初1000台未満だったESSを数年で5万台の販売実績までに成長させた。

## 出演
- 「スキーにして」TBS（1994年）

## 著書
- 「アヴァルマン テクニック」 スキージャーナル社（1972年）
- 「岡澤伸夫のスキーテクニック」 有紀書房（1981年）

## 主な契約先
- SSK
- 日仏貿易
- カザマスキー
- ジャパーナ（株式会社アルペン子会社）
- フロントランナー（旧 日本ポラロイド株式会社）

## CM・広告等
- 松下電器
- 三洋電機
- アサヒビール
- 日本コカ・コーラ